# 1912 au Maroc
Chronologie du Maroc
- 1908
- 1909
- 1910
- 1911
- 1912
- 1913
- 1914
- 1915
- 1916

Cet article présente les faits marquants de l'année 1912 au Maroc ou relatifs au Maroc.

## Événements
- Effectifs militaires français au Maroc : 54 943 [1].
- 30 mars : Traité de Fès conclu entre la France et le Maroc, pour l'organisation du protectorat français dans l'Empire chérifien : le gouvernement chérifien — le sultan et ses vizirs — perd la pleine souveraineté sur une bonne partie de son territoire, celle-ci passant sous la dépendance et la protection de la France.
- 17-18-19 avril : Journées sanglantes de Fès.
- 28 avril : Hubert Lyautey est nommé commissaire-résident général au Maroc.
- 12 août : Abdication du sultan Abdelhafid ben Hassan. Le lendemain, son frère Youssef ben Hassan lui succède.
- 14 août : Ahmed al-Hiba, chef rebelle du Sud marocain, entre à Marrakech et se fait proclamer sultan.
- 6 septembre : Bataille de Sidi Bou Othmane, au nord de Marrakech, dans laquelle le colonel Charles Mangin défait Ahmed al-Hiba ; en conséquence, les Français s'emparent de Marrakech et le Sud marocain entre dans le protectorat.
- Octobre : Le sultan Youssef ben Hassan établit sa résidence et sa cour à Rabat, au lieu de Fès.
- 27 novembre : Traité franco-espagnol mettant en place le protectorat espagnol sur une partie du Maroc.

## Naissances en 1912
- 25 janvier : Mohamed Benjelloun Touimi, dirigeant sportif, mort le 20 septembre 1997.
- 29 février : Saïd Hajji, journaliste, une des figures du nationalisme marocain, mort le 2 mars 1942.
- 30 mars : Driss M'hammedi, homme politique, mort le 7 février 1969.
- Date précise non renseignée ou inconnue :
  - Mohammed Bensouda, militant politique, mort le 23 août 1970.